# Trichoscypha bijuga
Trichoscypha bijuga là một loài thực vật thuộc họ Anacardiaceae. Loài này có ở Cameroon, Bờ Biển Ngà, Guinea Xích Đạo, Ghana, Guinea, và Liberia. Môi trường sống tự nhiên của chúng là rừng ẩm vùng đất thấp nhiệt đới hoặc cận nhiệt đới. Chúng hiện đang bị đe dọa vì mất môi trường sống.